# ماجرای یاقوت آبی
ماجرای یاقوت آبی (انگلیسی: The Adventure of the Blue Carbuncle) یکی از ۵۶ داستان کوتاه شرلوک هلمز است که توسط سر آرتور کانن دویل نوشته شده، که هفتمین داستان از دوازده داستان در مجموعهٔ ماجراهای شرلوک هلمز است. این نوشته نخستین بار در مجله استرند در ژانویه ۱۸۹۲ منتشر شد.

## پی‌رنگ
در حالی که لندن برای کریسمس آماده می‌شود، روزنامه‌ها از سرقت یک سنگ قیمتی تقریباً گرانبها، «یاقوت آبی» از سوئیت هتل کنتس مورکار خبر می‌دهند. پلیس جان هورنر، یک لوله‌کش با سابقه کیفری را که در اتاق کنتس مشغول تعمیر شومینه بوده، دستگیر می‌کند.
در خیابان بیکر، واتسون متوجه می‌شود که هولمز در حال فکر کردن به کلاه قدیمی لگدخورده‌ای است که آن را پیترسون، مأمور کمیسیون، برای او آورده، و او از هلمز برای بازگرداندن کلاه به همراه «غاز کریسمس» به صاحب واقعیش کمک می‌خواهد. هر دو در جریان درگیری در خیابان رها شده بودند. اگرچه این غاز برچسبی با نام «هنری بیکر» (نامی بسیار متداول) دارد، اما امید چندانی برای یافتن مالکی با چنین نام معمولی وجود ندارد. پترسون غاز را برای شام به خانه می‌برد و هولمز کلاه را برای «تحقیق» به عنوان ورزش ذهنی، نگه می‌دارد.
پترسون هیجان‌زده بازمی‌گردد، او سنگ قیمتی دزدیده شده را با خود دارد و گزارش می‌دهد که آن را در چینه‌دان غاز پیدا کرده‌است (اشتباهی توسط کانن دویل، زیرا غازها چینه‌دان ندارند).